# David Datuna
David Datuna (en géorgien : დეივიდ დათუნა), né le 10 février 1974 à Tbilissi en Géorgie (URSS) et mort le 24 mai 2022,, est un artiste américain d'origine géorgienne.

## Biographie
David Datuna est connu pour la série Viewpoint of Millions qui explore les sources et la signification de l'identité culturelle de chaque point de vue unique,.
La technique de signature de David Datuna dans Viewpoint of Millions est un réseau de lentilles optiques positives et négatives suspendues sur une image en couches, collée et peinte à grande échelle. La palette de supports mixtes comprend souvent des photographies, des articles de journaux, des coupures de magazines, de la peinture et des couleurs. La surface prismatique cache et révèle le travail en dessous, tandis que les lentilles symbolisent l'identité individuelle, l'illusion, la perception, la fragmentation et l'unification. Portraits, drapeaux et icônes sont des thèmes récurrents dans la série Viewpoint of Millions.

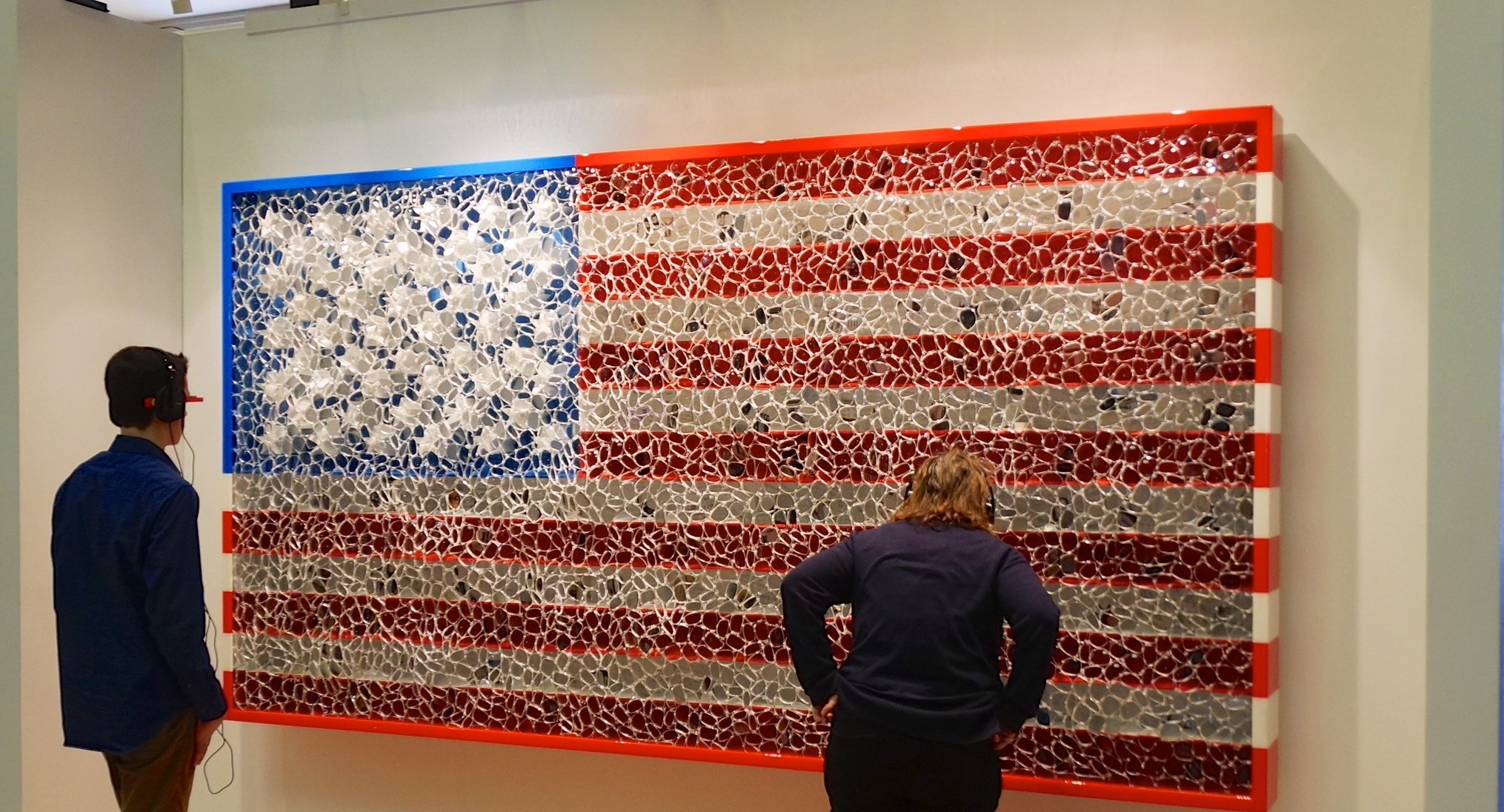
Portrait of America, de la série Viewpoint of Billions de David Datuna.

En décembre 2013, David Datuna est le premier artiste à intégrer Google Glass dans une œuvre d'art contemporaine,. L'œuvre a fait ses débuts lors d'un événement privé au New World Symphony de Miami Beach, en Floride, lors de la conférence SIME MIA,. L'œuvre a déménagé au Miami Design District pour les débuts publics. L'événement a duré cinq jours avec plus de 1 500 personnes du monde entier essayant sur Google Glass et voyant le drapeau américain de Datuna depuis sa série Viewpoint of Billions lors de la Art Basel Week à Miami,. La pièce a également été exposée au Lincoln Center de New York,,. Il s'agit du premier des dix drapeaux de la série Viewpoint of Billions.
Le 18 octobre 2016, David Datuna dévoile son installation Make America Stronger Together aux portes de la Trump Tower à New York. L'artiste a combiné les thèmes MAKE AMERICA (Donald Trump) avec STRONGER TOGETHER (Hillary Clinton) représentant une nation divisée, et a créé deux œuvres d'art monumentales dans l'espoir de rapprocher la nation divisée. La sculpture mixte de 10 X 20 pieds a été créée dans le style de signature de Datuna contrastant différents points de vue contestant une culture contemporaine fragmentée. L'œuvre se compose de deux drapeaux américains face à face recouverts d'un collage de journaux, de citations et d'images reflétant le climat actuel avec les messages « SOS » et « ONE ».
Le 8 juin 2017, David Datuna crée une sculpture de glace de dix pieds du nom de Donald Trump en réponse au retrait du président américain de l'accord de Paris sur le climat. La sculpture et la performance artistique s'appelaient This Too Shall Pass.
Le 7 décembre 2019, David Datuna mange une banane collée sur un mur à Art Basel à Miami. La banane était une installation de l'artiste italien Maurizio Cattelan intitulée Comedian et précédemment vendue pour 120 000 $. David Datuna a qualifié son acte de « performance artistique » et l'a appelé Hungry Artist. Il a commenté qu'il aime les œuvres de Maurizio Cattelan et aime vraiment cette installation, ajoutant qu'elle était très délicieuse,,.
David Datuna meurt le 24 mai 2022 à l'âge de 48 sans que la cause de sa mort ait été révélée pour le moment.

## Datuna: Portrait of America
En 2015, les cinéastes Michael Huter et Brian Bayerl ont produit un documentaire sur David Datuna intitulé Datuna: Portrait of America. Le film raconte l'histoire de Datuna fuyant la répression de l'URSS afin de poursuivre son rêve de liberté culturelle et artistique en Amérique. Les cinéastes l'ont suivi alors qu'il travaillait sur la toute première œuvre d'art qui a fusionné l'art contemporain avec la technologie portable – tout en luttant contre un diagnostic de cancer potentiellement mortel.
Le film a reçu le prix du meilleur film au Festival de Raindance à Londres et le prix du public pour le meilleur documentaire au Festival international du film de Fort Lauderdale.